# Spoorlijn Altenhundem - Birkelbach
De spoorlijn Altenhundem - Birkelbach was een Duitse spoorlijn en was als spoorlijn 2863 onder beheer van DB Netze.

## Geschiedenis
Het traject werd door de Preußische Staatseisenbahnen geopend op 1 juli 1914. Eind 1944 werd het personenvervoer tussen Heinsberg en Birkelbach stilgelegd. Omdat hierna nog alleen militaire transporten over de lijn gingen  werden op 5 april 1945 het viaduct en het station van Röspe opgeblazen. Hierna werd ook de Heinsberger tunnel gesloten. Tussen Röspe en Birkelbach heeft nog tot 1964 goederenvervoer plaatsgevonden, tussen Altenhundem en Würdinghausen personenvervoer tot 1959 en goederenvervoer tot 1980. Thans is de lijn volledig opgebroken.

## Aansluitingen
In de volgende plaatsen was er een aansluiting op de volgende spoorlijnen:
Altenhundem
DB 2800, spoorlijn tussen Hagen en Haiger
DB 2862, spoorlijn tussen Altenhundem en Wenholthausen
Birkelbach
DB 2871, spoorlijn tussen Erndtebrück en Berleburg